# وثائقي الآن!
وثائقي الآن! (بالإنجليزية: !Documentary Now)، مسلسل  أمريكي كوميدي، وثائقي ساخر، عُرض على قناة الأفلام المستقلة، من إعداد أعضاء برنامج ساترداي نايت لايف السابقين فريد آرميسين، بيل هادر، سيث مايرز ورايس توماس، بطولة آرميسين وهادر وإخراج توماس رايس. وتظهر هيلين ميرين بدور مقدمة البرنامج، عُرِضت الحلقة الأولى في 20 أغسطس، 2015.
في 14 سبتمبر، 2016 بدأ عرض الموسم الثاني من المسلسل وسيستمر لسبعة حلقات. كما جدد المسلسل لموسم ثالث. 

## المُمَثلين
- بيل هادر
- فريد آرميسين
- هيلين ميرين

## نظرة عامة
| الموسم | الموسم | عدد الحلقات | تاريخ البث الأصلي | تاريخ البث الأصلي |
| الموسم | الموسم | عدد الحلقات | أول عرض           | آخر عرض           |
| ------ | ------ | ----------- | ----------------- | ----------------- |
|        | 1      | 7           | 20 أغسطس، 2015    | 24 سبتمبر، 2015   |
|        | 2      | 7           | 14 سبتمبر، 2016   | يعلن لاحقاً        |

## الإستقبال
سمت صحيفة نيويورك تايمز مسلسل «وثائقي الآن» واحداً من أفضل مسلسلات عام 2015. وحصل المسلسل على تقييم 88% على موقع الطماطم الفاسدة، وتصنيف 77% أي مايعادل 7.6 على موقع ميتاكرتكس.

## وصلات خارجية
- الموقع الرسمي
- وثائقي الآن! على موقع IMDb (الإنجليزية)
- وثائقي الآن! على موقع ميتاكريتيك (الإنجليزية)
- وثائقي الآن! على موقع روتن توميتوز (الإنجليزية)
- وثائقي الآن! على موقع أول موفي (الإنجليزية)
- وثائقي الآن! على موقع فيلمافينيتي (الإسبانية)
- وثائقي الآن! على موقع كينوبويسك (الروسية)
- وثائقي الآن! على موقع ألو سيني (الفرنسية)
- وثائقي الآن! على موقع قاعدة بيانات الفيلم (الإنجليزية)